# William Purnell Jackson

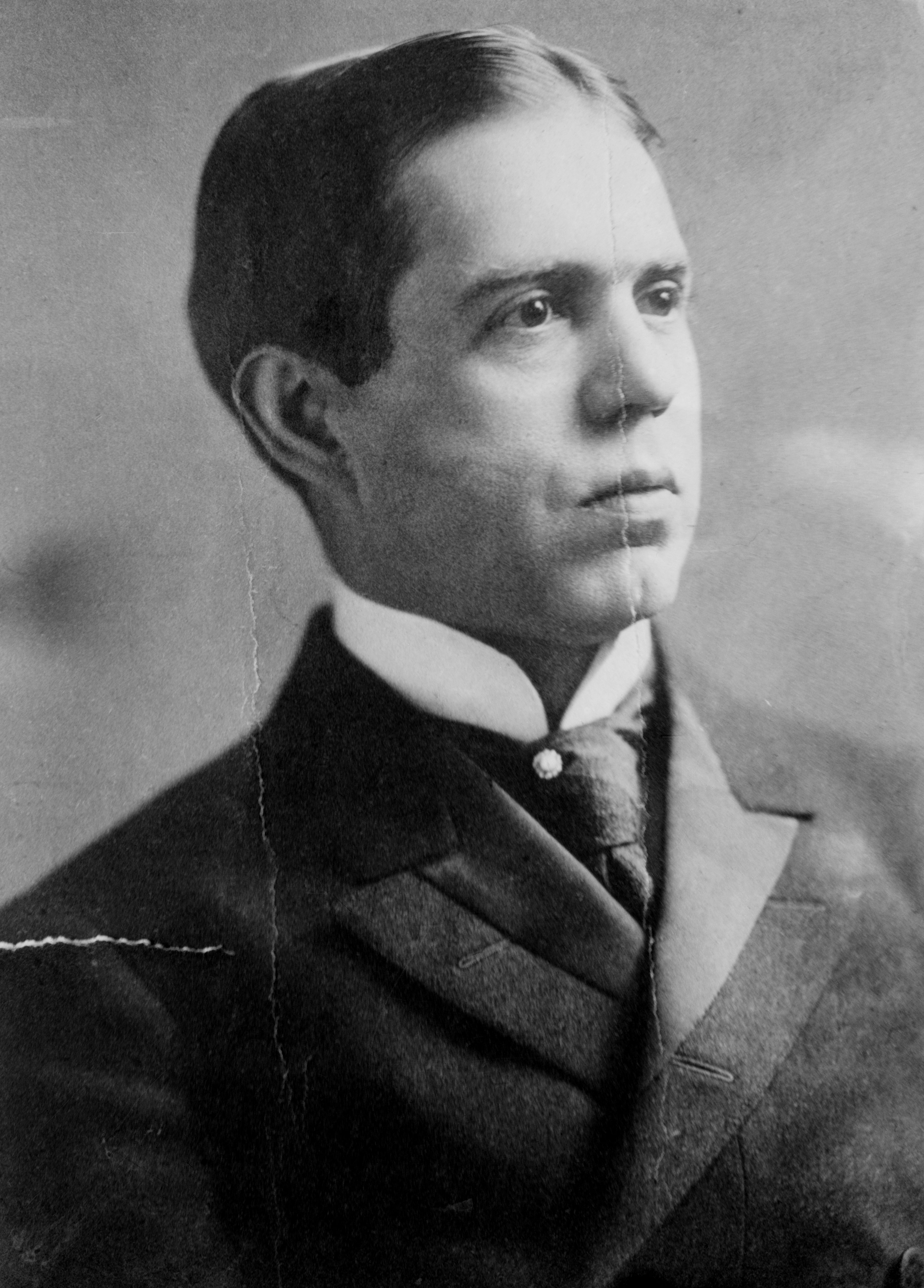
William P. Jackson

William Purnell Jackson (* 11. Januar 1868 in Salisbury, Maryland; † 7. März 1939 ebenda) war ein US-amerikanischer Politiker, der für die Republikanische Partei dem US-Senat angehörte.
William P. Jackson, dessen Vater William Humphreys Jackson ebenfalls politisch aktiv war und zwischen 1901 und 1909 für Maryland im US-Repräsentantenhaus saß, besuchte die öffentlichen Schulen im Wicomico County und eine Privatschule in Dover. Ab 1887 betätigte er sich im Bauholzgewerbe.
Im Jahr 1908 wurde Jackson ins Republican National Committee gewählt. Nach dem Tod von US-Senator Isidor Rayner am 25. Dezember 1912 erfolgte Jacksons Benennung als dessen Nachfolger im Kongress. Dort wurde er Vorsitzender des Ausschusses zur Kontrolle der Ausgaben im Außenministerium (Committee on Expenditures in the Department of State). Bei der Nachwahl um den Senatssitz trat Jackson nicht an, sodass er am 28. Januar 1914 wieder aus dem Senat ausschied. Sein Nachfolger wurde Blair Lee.
Jackson ging in der Folge wieder seinen Geschäften nach, betätigte sich aber auch weiterhin in der Politik und fungierte von 1918 bis 1920 als Finanzminister (State Treasurer) von Maryland. Er wurde außerdem Präsident der Salisbury National Bank und Direktor der Eisenbahngesellschaft Baltimore, Chesapeake & Atlantic.
1939 starb William Jackson in seinem Heimatort Salisbury. Das von ihm dort 1893 erbaute Haus wurde  als Sen. William P. Jackson House 1976 in die Liste der National Historic Landmarks aufgenommen, jedoch noch im selben Jahr abgerissen.